# Aeschynanthus persimilis
Aeschynanthus persimilis är en tvåhjärtbladig växtart som beskrevs av William Grant Craib. Aeschynanthus persimilis ingår i släktet Aeschynanthus och familjen Gesneriaceae. Inga underarter finns listade i Catalogue of Life.